# Соната для фортепіано № 16 (Моцарт)

Початок І частини

Соната для фортепіано № 16 В. А. Моцарта, KV 545, до мажор написана 1788 року. Складається з трьох частин:
1. Allegro
2. Andante
3. Rondo

Соната триває близько 14 хвилин.[джерело?]